# Sebastian Bezzel
Sebastian Bezzel, född 18 maj 1971 i Garmisch-Partenkirchen i Bayern (dåvarande Västtyskland), är en tysk skådespelare. Han blev känd för bredare publik 2001 då han spelade rollen som polischefen Ulf Meinerts i kriminalserien Abschnitt 40 och kommissarie Kai Perlmann i kriminalserien Tatort. Han skulle bli ännu mer känd efter att ha medverkat i filmserien Eberhoferkrimi. Han har sedan år 1992 medverkat i över 50 film- och TV-produktioner.
År 2020 spelade Bezzel rollen som Andreas Maurer (Florians pappa) i filmen Lassie kommer hem (tyska: Lassie – Eine abenteuerliche Reise).